# 고색동 코잡이놀이 및 도당
고색동 코잡이놀이 및 도당은 대한민국 경기도 수원시 권선구 고색동에서 행해지는 놀이이다. 2003년 11월 27일 수원시의 향토유적 제9호로 지정되었다.

## 개요
고색동 코잡이놀이의 유래는 정확한 기록은 없지만 신라시대 이전부터 행해진 것으로 추정되며, 1796년 수원화성 축성 이후 양반계층과 평민계층인 농민이 모두 모여 정월 대보름을 맞이하여 일년 농사의 풍작을 기원하고 액을 막으며 동네의 평안과 마을의 풍년을 기리는 줄다리기로 이어졌다. 일제강점기 및 1980년대까지 명맥을 유지하였으나 1980년대 중반부터 1994년까지 명맥이 끊겼다가 1995년 동민 및 청년회를 중심으로 복원하여 현재는 「코잡이놀이」라는 이름으로 불리어오고 있다.